# 자극

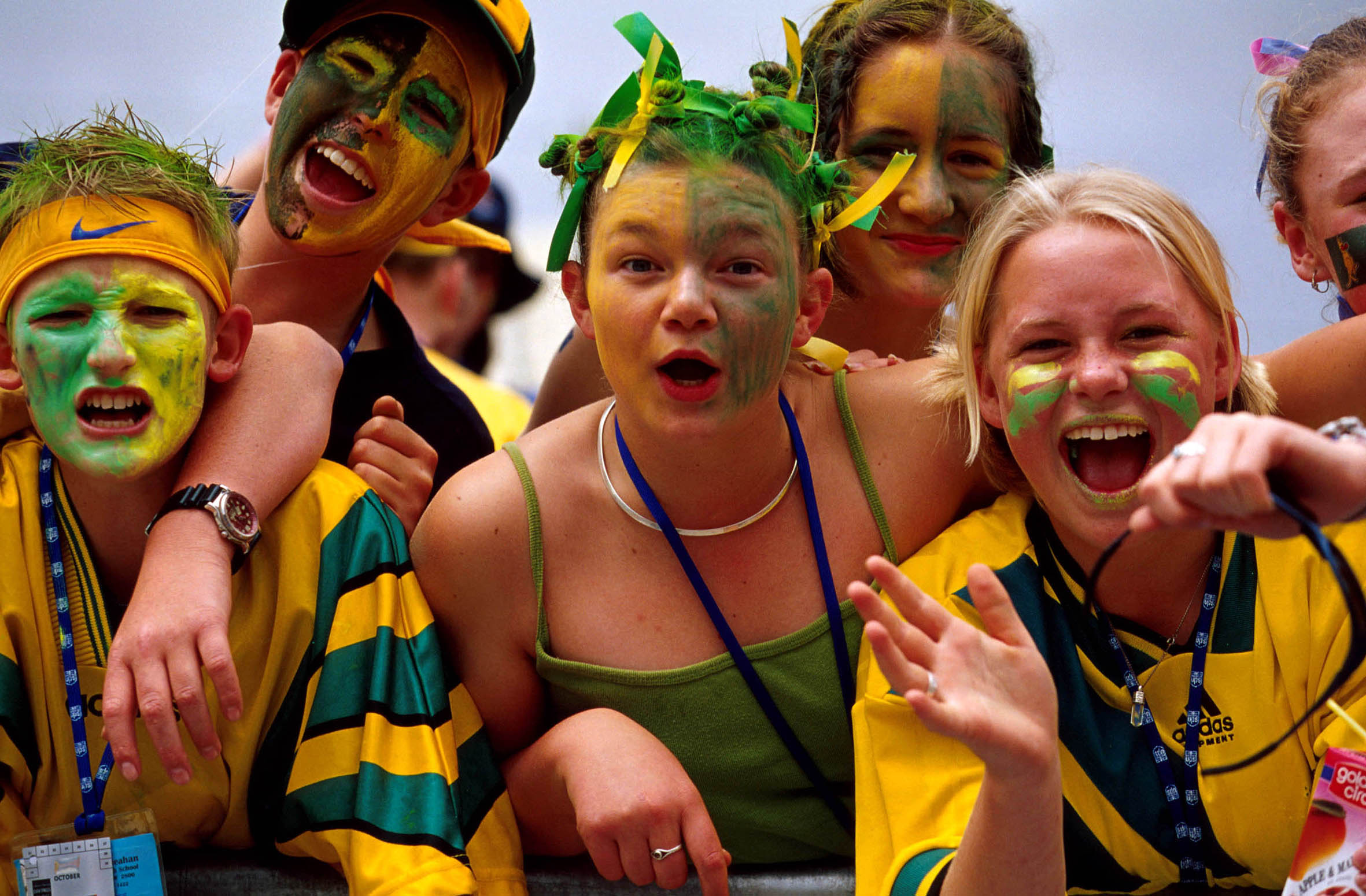
오스트레일라의 흥분한 관중들

자극(刺戟, stimulation)은 외부로부터 작용을 주어 흥분 또는 반응이 일어나게 하는 것을 말한다
심리학적 자극(physiological stimulation)은 감각적 자극(sensory excitation)을 의미하며 이는 뇌의 신경을 통해 여행하는 활동전위를 생성하는 수용기에 에너지(자극)의 형태를 말한다. 눈의 망막의 광수용기, 귀 달팽이관의 유모 세포, 피부의 접촉 수용기, 입과 콧구멍의 화학수용기 등 신체 표면 주위 또는 표면상에 감각신경이 있다.

## 같이 보기
- 본능#신호 자극
- 본능#복합 자극
- 자극 (생리학)